# جاذبية صغرى

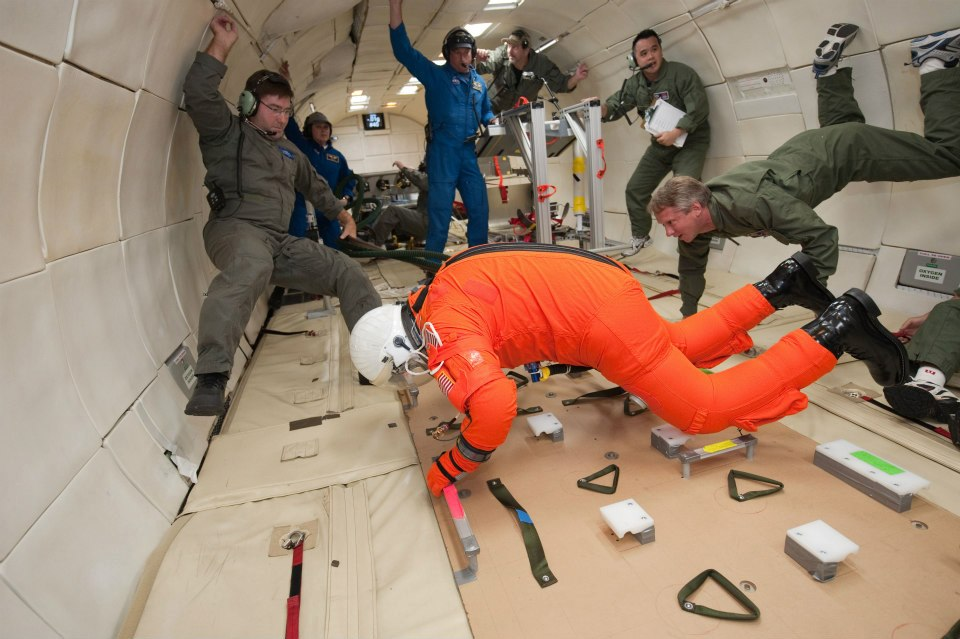
التمرن على ظروف الجاذبية الصغرى

الجاذبية هي القوة التي تحكم الحركة في جميع أنحاء الكون. إنها تجذبنا للأرض، وتحافظ على القمر في مداره حول الأرض وعلى الأرض في مدارها حول الشمس. يعتقد كثير من الناس خطأً أن الجاذبية لا وجود لها في الفضاء. إذ أن رحلات رواد الفضاء عادة ما تصل ارتفاعات تتراوح ما بين 200 و 550 كيلومترا فوق سطح الأرض، وهناك ما يزال مجال الجاذبية قويا بما فيه الكفاية، حيث أن تلك المسافة تعادل حوالي %2 فقط من بعد القمر عن الأرض. وعلى سبيل المثال فان مجال الجاذبية الأرضية على ارتفاع 400 كيلومتر يعادل %88.8 من قيمة مجال الجاذبية الأرضية على سطح الارض. ولهذا السبب تحافظ المركبات الفضائية المختلفة على مداراتها حول الكرة الأرضية بقوة الجاذبية الأرضية.
إذا أسقطنا تفاحة على الأرض فانها تسقط بتسارع 9.8 متر/ث2 أو ما يساوي 1g. لكن رائد الفضاء عندما يسقط تفاحة داخل محطة الفضاء الدولية فإن التفاحة تبدو وكأنها تطفو داخل محطة الفضاء الدولية، لكنها في الواقع تسقط نحو الأرض. نحن نرى التفاحة تطفو داخل محطة الفضاء الدولية لأن الاثنتين (المحطة والتفاحة) تسقطان معا، لكنهما لا تسقطان باتجاه الأرض وإنما تسقطان حولها. وبما انهما تسقطان بنقس الوتيرة فإن الأغراض داخل محطة الفضاء الدولية تبدو وكأنها تطفو في حالة تسمى أحيانا انعدام الجاذبية (0g)، أو على نحو أدق فإنها تكون في حالة جاذبية صغرى (microgravity)، والتي تعادل جزءا واحدا من مليون جزء من الجاذبية الارضية.

## الحاجة إلى الجاذبية الصغرى

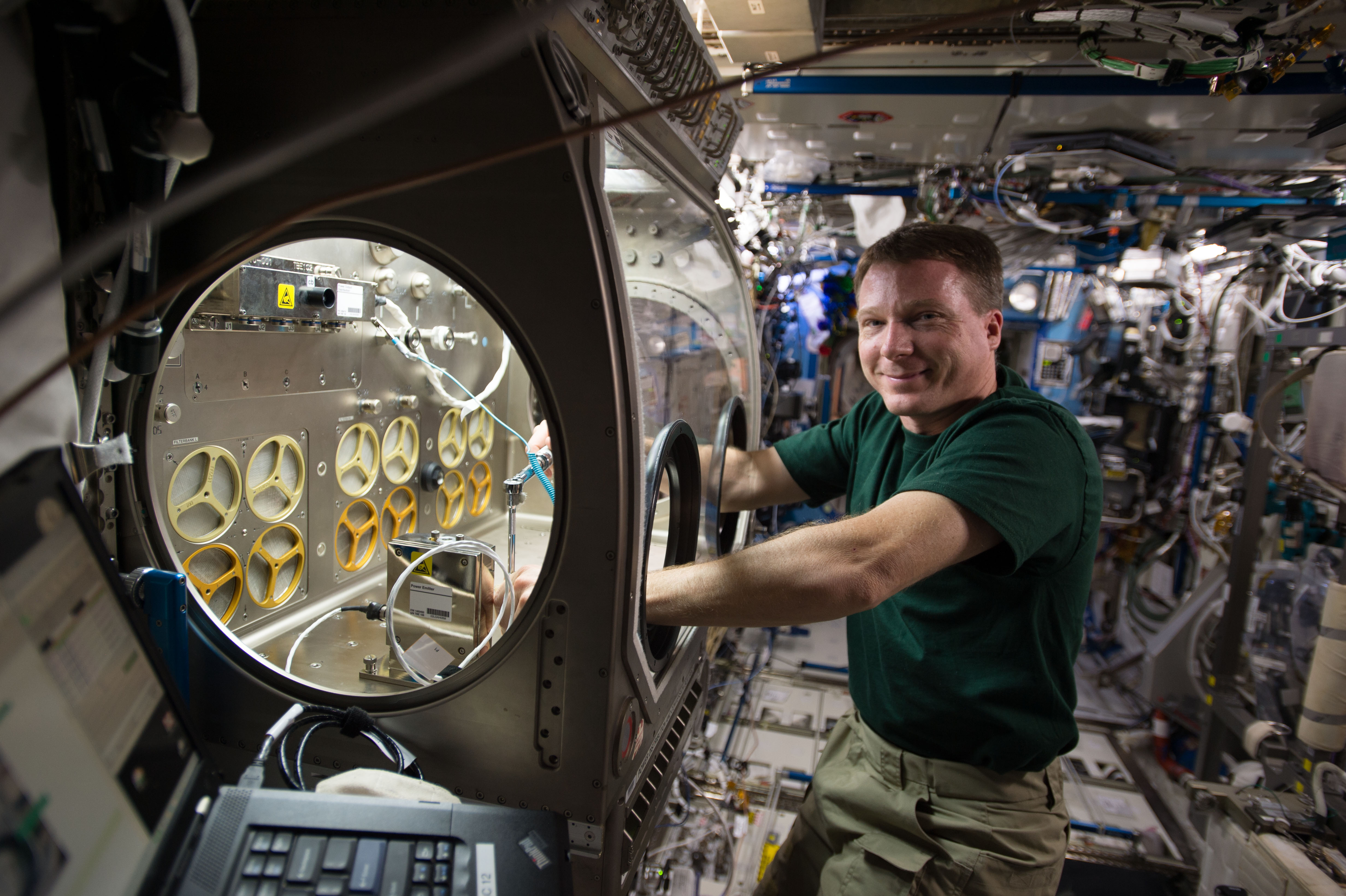
رائد فضاء يُجري تجربة في ظروف الجاذبية الصغرى في الفصاء

يحتاج العلماء إلى إنشاء ظروف تحاكي ظروف الجاذبية الصغرى، حيث أن معظم العمليات على الأرض تتأثر بالجاذبية بشكل أو باخر، مما يتطلب استغلال ظروف الجاذبية الصغرى في الأبحاث لفهم آليات عمل الكثير من الأمور. على سبيل المثال، يدرس علماء المواد كبفية تفاعل المعادن في السبانك بظروف الجاذبية الصغرى وذلك لصنع مكونات أخف تدخل في تركيب محركات الطائرات أو المركبات الفضائية. كما أن العلماء يستغلون ظروف الجاذبية الصغرى لبناء ساعات ذرية من شأنها أن تقيس الزمن بدقة أكبر، وهناك أدوية تم تطويرها لقياس الضغط داخل جماجم رواد الفضاء تمهيدا لاستخدامها مع المرضى الذين يعانون من الصدمات النقسية. كما توجد دراسات علمية أخرى تم اجراؤها لفحص آلية تشكل المواد من تجاذب حبيبات صغيرة ذات أطوال نانومترية وحتى تشكل الأجرام السماوية التي تزيد أطوالها عن كيلومترات عديدة، وكل ذلك في ظل ظروف الجاذبية الصغرى.

## تحقيق الظروف للجاذبية الصغرى
لتحقيق ظروف الجاذبية الصغرى في الدراسات العلمية يتم اتباع عدة طرق، منها:
1- إسقاط من فوق برج: حيث يتم إسقاط الحمولة من قمة البرج لتسقط سقوطا حرا. بهذه الطريقة يمكن الحصول على ثانيتين في ظروف الجاذبية الصغرى بتكلفة بسيطة جدا تصل إلى عدة قروش للرطل الواحد.
2- الطيران على شكل قطوع مكافئة: وهي أشهر الطرق التي تستخدمها وكالة الفضاء الأمريكية ناسا لتدريب رواد الفضاء على ظروف الجاذبية الصغرى. من خلال هذه الطريقة يمكن الوصول إلى 25 ثانية في ظروف الجاذبية الصغرى بتكلفة دولارات قليلة للرطل الواحد.
3- الصواريخ : حيث يرتفع الصاروخ إلى أعلى ولا يدخل في مدار حول الأرض وإنما يسقط في نفس المنطقة. يمكن بمثل هذه الطريقة الحصول على 3 إلى 9 دقائق من ظروف الجاذبية الصغرى بتكلفة تصل مليون دولار للإطلاق الواحد أو ما يعادل 1000 دولار للرطل الواحد.
4- محطة الفضاء الدولية أو المركبة الفضائية: يمكن بواسطة هذه الطريقة الحصول على أيام من تحقق ظروف الجاذبية الصغرى. تبلغ تكلفة وضع مركبة فضائية في مدار حول الأرض 10000 دولار للرطل الواحد، بالإضاقة إلى 15000 دولارللرطل الواحد من أجل إجراء التجارب في ظروف الجاذبية الصغرى.

## مخاطرة التعرض للجاذبية الصغرى
رغم أن رواد القضاء يتدربون على الحياة في ظروف الجاذبية الصغرى قبل انطلاقهم لأداء مهامهم الفضائية في محطة الفضاء الدولية، إلا أن هناك الكثير من الصعوبات والمخاطر الصحية التي قد تواجههم بسبب ظروف الجاذبية الصغرية. إذ أن التعرض قصير المدى لتلك الظروف يصيب الإنسان بما يسمى متلازمة التكيف الفضائي أو مرض الفضاء، وهي أكثر المشكل شيوعا في الرحلات الفضائية، حيث يؤثر الشعور بانعدام الوزن على الجسم مما يتطلب ملاءمة الكثير من العمليات الفسيولوجية للظروف الجديدة، وعندما لا يتكيف الجسم فإنه يكون معرضا للقيء، الدوار، آلام الرأس، التعب والخداع البصري. وتظهر المعطيات أن حوالي %45 من رواد الفضاء يتعرضون لمرض الفضاء لمدة قد تصل 3 أيام قبل أن تتكيف أجسادهم مع الظروف الجديدة.
أما التعرض طويل المدى لظروف الجاذبية الصغرى فقد يؤدي إلى مشاكل أخرى مثل تجمع السوائل داخل الجسم بطريقة جديدة، وخسارة كتلة العظام وكتلة العضلات. كما قد تؤدي إلى تخفيض قدرة رائد الفضاء على استيعاب الأكسجين وإبطاء عدد دقات القلب وعمل الأوعية الدموية.
إن أفضل الطرق لمنع تأثير ظروف الجاذبية الصغرى على جسد رائد الفضاء هي إنشاء جاذبية اصطناعية، وقد نجح العلماء في إنشاء مثل تلك الظروف في المختبر مستخدمين حقولا مخناطيسية قوية، إلا أن مثل تلك الحقول تعرض رائد الفضاء للخطر، مما يعني عدم إمكانية استخدامها في الرحلات الفضائية. ويعتبر تناول أدوية مثل التي تستخدم في حالات دوار البحر حلا ممكنا لكن دون استخدامها لفترة متواصلة. وللتغلب على التأثيرات السلبية للجاذبية الصغرى فإن محطة الفضاء الدولية مزودة بأجهزة رياضية يتدرب عليها رواد الفضاء بشكل مكثف يصل إلى ساعتين يوميا. وكذلك فإن رواد الفضاء الذين يقضون فترات طويلة في الفضاء يرتدون سراويل خاصة تضغط على العظام وتقلل من انخفاض كثافة العظام.